# Non semel

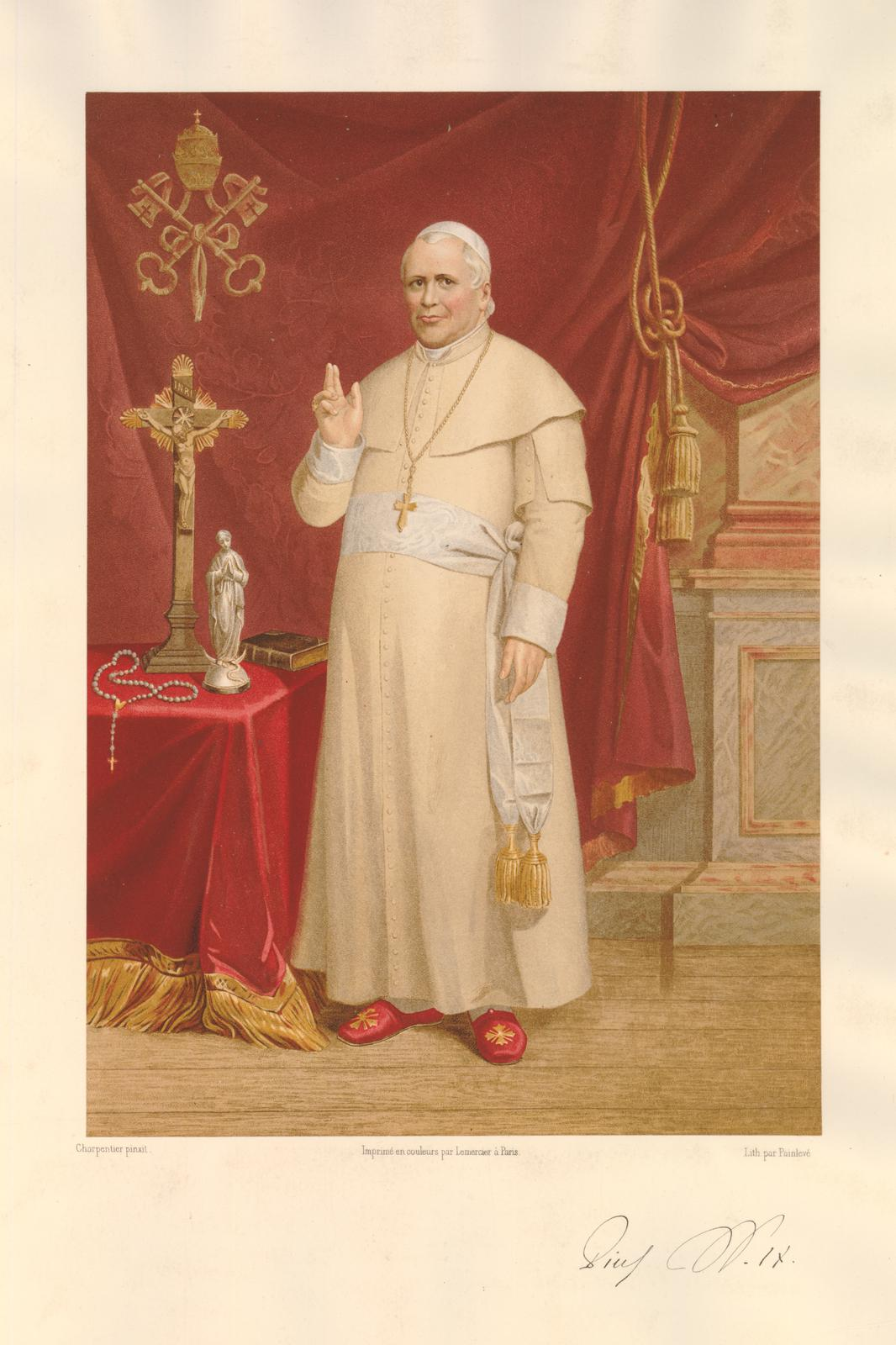
Ritratto di papa Pio IX, circa 1846

Non semel è un'allocuzione (non un'enciclica) pronunciata da papa Pio IX il 29 aprile 1848, con la quale il pontefice annunciò il ritiro delle truppe regolari comandate dal generale Giovanni Durando e inviate contro l'Austria nella prima guerra di indipendenza. 
Questo intervento di Pio IX assunse una notevole importanza, dal momento che il Pontefice dichiarava la neutralità dello Stato pontificio poiché il Papa non poteva dichiarare guerra ad uno Stato cattolico quale l'Austria.

## Antefatti

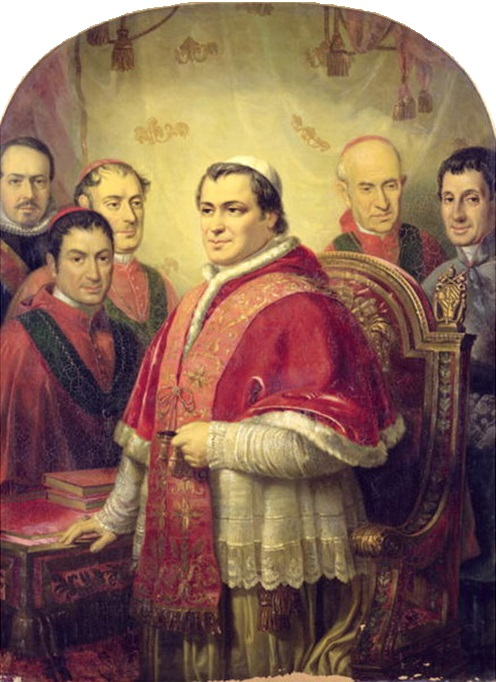
José Galofré y Coma, Ritratto di Pio IX con i suoi principali ministri (1847)

Il 16 giugno 1846 Pio IX era stato eletto Papa, succedendo a Gregorio XVI. Il 16 luglio successivo, prese il suo primo provvedimento concedendo l'amnistia per i reati politici. Questa azione gli conferì un'immediata popolarità. Dato anche il fatto che la popolazione riconosceva come liberali i prelati anche solo aperti a queste tematiche, Pio IX ottenne la fama di «papa liberale».
Nei primi anni di pontificato Pio IX governò lo Stato Pontificio con una progressiva apertura alle richieste liberali della popolazione. Fu l'epoca delle grandi riforme dello Stato Pontificio: la promulgazione dello Statuto e la successiva apertura delle due Camere (maggio 1848), la libertà agli ebrei, la libertà di circolazione dei giornali (15 marzo 1847), unita a una moderazione della censura preventiva
Tali provvedimenti del Papa sembrarono coerenti con l'ideologia neoguelfa, formulata teoricamente da Vincenzo Gioberti, nella sua opera Del primato morale e civile degli italiani del 1843. Il neoguelfismo aveva come programma la realizzazione dell'unità italiana sulla base di una confederazione di stati, ciascuno governato dal proprio principe, sotto la presidenza del papa. Erano presenti, inoltre, propositi di riforma della Chiesa in senso liberale e democratico, federalismo e la valorizzazione delle autonomie. 
Alla fine del mese di marzo 1848, in occasione delle Cinque giornate di Milano, giunsero al pontefice forti pressioni per seguire l'esempio del Granduca di Toscana e del Re di Napoli, che avevano inviato proprie truppe al fronte. Pio IX permise soltanto la costituzione di un esercito di volontari, con la sola missione di proteggere i confini dello Stato con il Regno Lombardo-Veneto (Impero austriaco). Furono formati due corpi: uno, di soldati regolari, comandato dal generale Giovanni Durando (1804-1869) fratello del generale Giacomo Durando, l'altro di volontari, comandato dal generale Andrea Ferrari. Lo Stato Pontificio si trovò di fatto impegnato in una guerra contro l'Austria, potenza cattolica, per l'indipendenza italiana. 
In Austria l'atteggiamento del papa aveva fatto nascere molte critiche ed anche una minaccia di scisma.
Il 17 aprile fu convocata una commissione di cardinali per discutere della situazione. La commissione persuase il Papa a ritirare il proprio appoggio alla coalizione.

## Contenuti del discorso

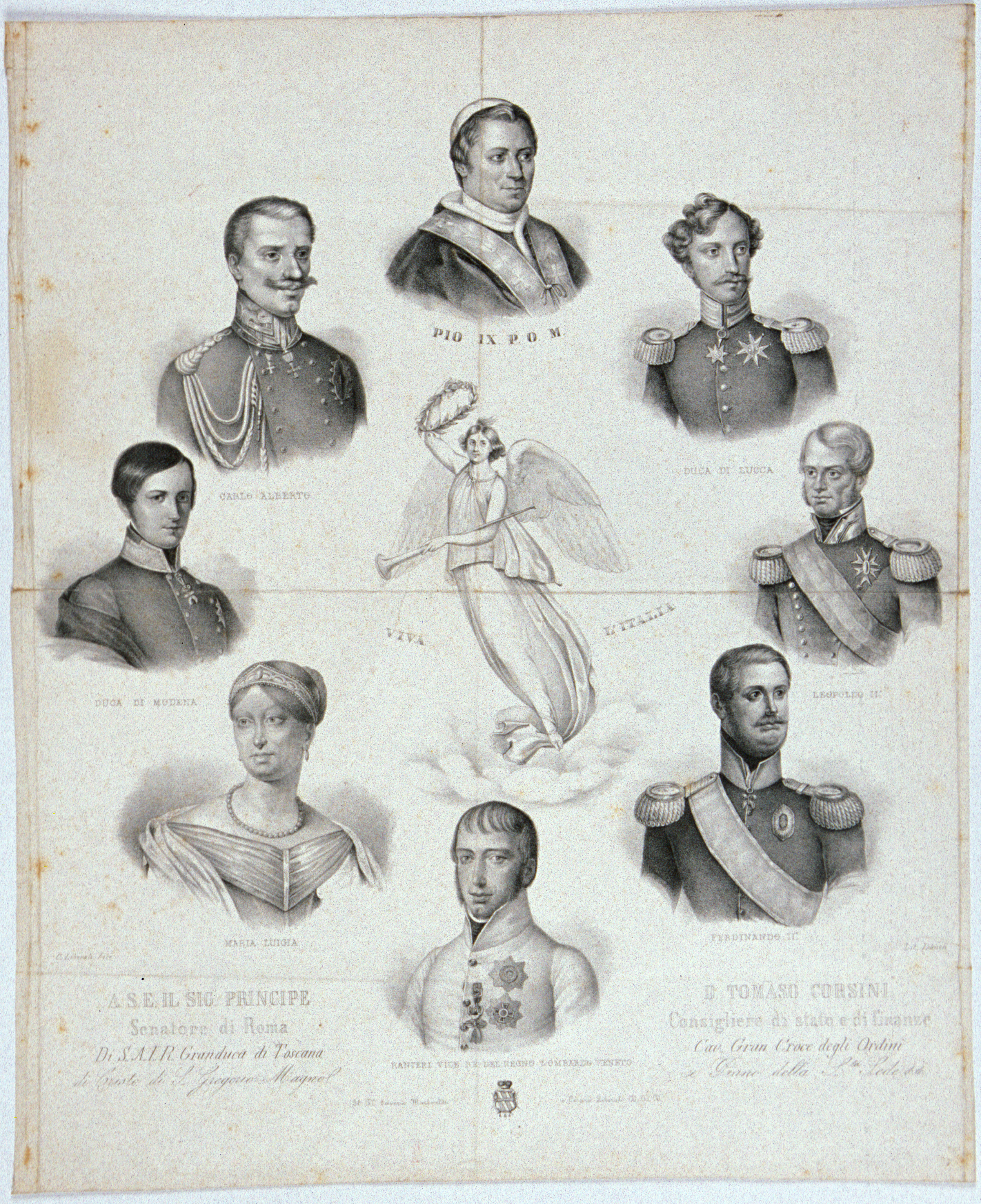
Allegoria dell'Italia con i ritratti di Pio IX, il Duca di Lucca, Leopoldo II, Ferdinando II, Ranieri Vicere del Regno Lombardo Veneto, Maria Luigia, il Duca di Modena Francesco V e Carlo Alberto, Raccolte del Museo del Risorgimento di Modena

Il Papa entra subito in argomento deplorando il fatto che le sue recenti decisioni siano state interpretate come una dissociazione dal pensiero dei suoi predecessori o, peggio ancora, dalla dottrina della Chiesa. Rifiuta inoltre l'interpretazione diffusasi nei "Paesi Germanici dell'Impero Austriaco" che "il Sommo Pontefice, per mezzo di esploratori mandati colà e per mezzo di altre arti, abbia eccitato i Popoli d’Italia a promuovere nuovi mutamenti nelle pubbliche cose". Onde peraltro evitare che i suoi atti vengano mal compresi e inducano i fedeli austriaci ad abbandonare la Chiesa, Pio IX ritiene di doverne spiegare chiaramente ed apertamente la ragione. Il Papa prosegue quindi difendendo la bontà dei provvedimenti adottati: 

Il pontefice sostiene quindi che l'invio delle truppe era stato determinato dalla volontà di difendere lo stato pontificio, non di recare offesa all'Impero austriaco o ai popoli germanici in generale. Di conseguenza, ribadisce la missione ecumenica della Chiesa rivolta con uguale attenzione a tutti i popoli:
 

Pio IX prosegue respingendo con forza anche l'ideologia neoguelfa:
Dopo aver deplorato "il funestissimo uso invalso in questi giorni di pubblicare ogni genere di stampe, con le quali o si fa orrida guerra alla religione e all’onestà dei costumi, o si promuovono le civili sommosse e s’infiammano discordie, o si prendono di mira i beni della Chiesa, si combattono i più sacri diritti di Essa, o gli uomini più onesti si lacerano con le calunnie", il Papa conclude porgendo "continue e fervide preghiere" a Dio.

## Conseguenze

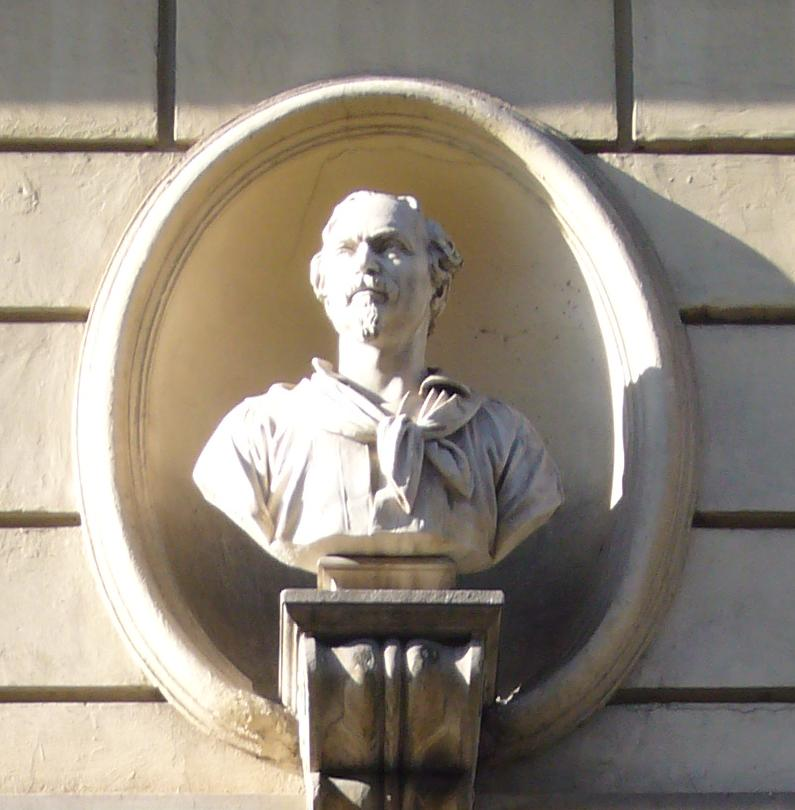
Busto di Ciceruacchio sulla sua casa in via Ripetta

Il Papa dispose il ritiro delle truppe regolari comandate dal generale Giovanni Durando. Successivamente, il 15 settembre 1848, tentò di cercare un compromesso con le forze rivoluzionarie interne allo Stato Pontificio nominando Presidente del Consiglio  Pellegrino Rossi, già ministro dell'interno e convinto fautore di un'unione doganale tra gli Stati italiani. Tuttavia, la mattina del 15 novembre 1848, giorno di riapertura del Parlamento, Rossi fu accoltellato sulle scale del Palazzo della Cancelleria..
A seguito dell'assassinio del Rossi i rivoluzionari, guidati da Ciceruacchio, pretesero di dettare condizioni per la formazione del nuovo governo. Pio IX, non volendo scendere a patti con essi, ma avendo capito che un'azione repressiva avrebbe potuto innescare una guerra civile, decise di lasciare Roma. Il 24 novembre 1848 il pontefice partì nottetempo, vestito da semplice sacerdote, con destinazione Gaeta, nel territorio del Regno delle Due Sicilie.
L'assassinio di Pellegrino Rossi e la "fuga" del Papa fu l'inizio della serie di eventi che portarono alla proclamazione della Repubblica Romana.